# Antíoc de Sulcis
Antíoc de Sulcis o Ἀντίοχος (Galàcia o Capadòcia, 95 - Sardenya, 127) fou un metge grec, exiliat a Sardenya i mort com a màrtir per la seva fe cristiana. Venerat com a sant per diverses esglésies cristianes i com a sant patró de Sardenya.

## Biografia
La llegenda diu que Antíoc fou un metge durant l'imperi d'Hadrià, d'una família de cavallers de Mauritània. Es va fer metge per altruisme com li aconsellava la seva fe cristiana, i treballava gratuïtament a la Capadòcia i Galàcia, aprofitant la seva feina per convertir molta gent al cristianisme. Fou empresonat per això, cap al 120, torturat i exiliat a Sardenya, a l'illot de Plumbaria, a la regió Sulcis-Iglesiente, lloc on sovint eren enviats els delinqüents per treballar-hi a les mines de plom. S'hi establí, vivint en una cova que fa convertir en oratori i on va viure lliurat a la pregària i la penitència. Continuà convertint romans, entre ells el soldat Ciríac que havia estat el seu custodi, per la qual cosa és considerat el fundador de la comunitat cristiana sarda.
Cridat per l'autoritat a Càller, hi fou mort com a màrtir, esdevenint el primer màrtir cristià de l'illa.